# Terrestrial Planet Finder Interferometer
O Terrestrial Planet Finder Interferometer é uma sonda espacial da NASA que vai estudar todos os aspectos dos planetas fora do sistema solar, tais como seu processo de formação, localização e a possibilidade da existência de formas de vida diferentes das que conhecemos.

## Introdução
É o segundo do projeto de dois observatórios.O projeto combina a radiação infravermelha emitida no espaço, captada por múltiplos telescópios alinhados em uma formação precisa. Usando uma técnica chamada   Interferometria, a formação combina a luz das estrelas e a envia para um único telescópio, tornando-o muito mais eficiente que os comuns.

## Componentes

### Pára-sóis
Grandes radiadores de cinco camadas protegem os instrumentos ópticos de alta sensibilidade do calor e radiação solar.

### Abertura das lentes
É por essa abertura que a luz emitida pelas estrelas é coletada.

### Painéis solares
Transformam a luz solar em eletricidade, que é usada pelos componetes principais.

### Espelho principal
Uma lente de cerca de 3.5 metros capta e processa a luz.

### Espelho secundário
Reflete a luz capturada pelo espelho principal.

### Coletores
Conjunto de quatro sondas idênticas e autônomas, que capturam a luz proveniente das estrelas.A luz processada é transmitida para o Combinador, que produz imagens em alta resolução.

### Combinador
Combina a luz capturada pelos quatro coletores.O combinador é também o "líder" do grupo, controlando o alinhamento da formação e enviando os resultados á Terra.

### Foguetes
Usados para manobrar a formação com alta precisão.